# Wulfilopsis leopoldina
Wulfilopsis leopoldina är en spindelart som beskrevs av Antonio D. Brescovit 1997. Wulfilopsis leopoldina ingår i släktet Wulfilopsis och familjen spökspindlar. Inga underarter finns listade i Catalogue of Life.